# L'Indomptable
Pour les navires de guerre français, voir Indomptable.
L'Indomptable (France) ou Onze, jaune, le père et manque (Québec) (We're on the Road to D'owhere) est le 11e épisode de la saison 17 de la série télévisée d'animation Les Simpson.

## Synopsis
Pour s'amuser, Bart et Milhouse s'introduisent dans la chaufferie de l'école. Mais en activant la chaudière, ils font exploser tous les radiateurs de l'école.
Homer et Marge sont convoqués chez le principal Skinner qui décide d'envoyer Bart dans un centre de redressement en Oregon. Homer, en conduisant Bart à l'aéroport prendre son avion pour le centre, apprend que Bart est interdit de vol. Homer se voit obligé de conduire Bart en voiture au camp et d'annuler son voyage à Las Vegas avec ses amis du bar. Mais lors d'un arrêt dans une station-service, Bart parvient à s'enfuir. De leur côté, Marge et Lisa organisent un vide-greniers qui ne marche pas jusqu'à ce qu'Otto achète de la drogue sous forme de médicaments (autrefois utilisés par Homer) à Marge. Dès lors, la vente attire tous les criminels et drogués de la région.
Homer, lui, est à la recherche de Bart jusqu'à ce qu'il ait un accident. Bart finit par sauver Homer après une longue discussion. Homer amène finalement Bart au camp et part alors rejoindre ses amis à Las Vegas. Mais, pris de remords, il revient chercher pour l'emmener avec lui à Las Vegas. Pour finir, Homer et Bart sont finalement jetés en prison après avoir tabassé un surveillant de casino et Marge est elle aussi envoyée en prison pour vente de drogue laissant Lisa et Maggie seules dans la maison.